# Ručni bacač granata M79
Ručni bacač granata M79 je bestrzajno oružje za uništavanje oklopnih vozila na daljinama do 400m. Koristi se i za uništavanje žive sile u bunkerima i zgradama do 600m. Oružje poslužuju 2 vojnika.
Ima električni način okidanja. Po opaljenju je potrebno zadržati lanser na naciljanom objektu minimalno 2 sekunde, jer je toliko potrebno da granata krene iz lansera. Koristi kumulativnu granatu koja probija 400mm. Težina RRB-a u borbenom položaju je 10,7kg. Brzina gađanja je 5 granata u minuti. Početna brzina granata je 250 m/s, a krajnji domet im je 1700m. Kada se gađa na temperaturi manjoj od 0° potrebno je staviti zaštitne naočale zbog štetnog djelovanja barutnih plinova.